# Рагимов, Исмихан Мамед оглы
Рагимов, Исмихан Мамед оглы (18 сентября 1925, Баку — 15 декабря 2004, Баку) — переводчик, лингвист, один из основателей антисоветской организации "Ильдырым" (рус. Молния).
Совместно с Хаджи Зейналовым и Гюльгусейном Гусейноглу создал националистическую студенческую организацию "Илдырым", направленную против советской оккупации Азербайджана. За эту деятельность Верховным судом Азербайджанской ССР был приговорён к 25 годам лишения свободы с отбыванием наказания в исправительно-трудовом лагере с конфискацией  имущества и лишением избирательного права на 5 лет. Срок свой отбывал в исправительно-трудовом лагере в Сибири.
Разработал уникальную методику преподавания английского языка. Автор нескольких книг и словарей в области лингвистики. 28 октября 2000 года был награждён орденом "Шохрат" за заслуги в области образования в Азербайджане. С 2002 года стал персональным стипендиатом Президента Азербайджанской Республики.

## Жизнь
Исмихан Мамед оглу Рагимов родился 18 сентября 1925 года в Баку. Его отец, Шахвердиев Алибенде, был торговцем, в 1937 году он был арестован и расстрелян советским режимом.
В 1931 году Исмихан поступил в среднюю школу в Баку. Окончил школу на год раньше срока с отличием. В 1941 году поступил в Институт иностранных языков, который окончил в 1943 году с дипломом с отличием. Затем поступил на филологический факультет  Азербайджанского государственного университета. Во время учёбы в университете также был принят в Азербайджанский медицинский институт. В 1946 году окончил филологический факультет  Азербайджанского государственного университета с отличием и прервал медицинское образование для поступления в аспирантуру .
В 1942 году Исмихан Рагимов, вместе с Хаджи Зейналовым и Гюльгусейном Гусейноглу, создал тайную националистическую студенческую организацию "Илдырым", против советской оккупации в Азербайджане. Позже в организацию вошли Муса Абдуллаев, Камал Алиев, Азер Алескеров, Айдын Вахидов и Камиль Рзаев. Организация состояла из 8 студентов. У неё была своя программа и клятва. Церемонии принятия клятвы проходили в начале 1944 года в квартире Айдына Вахидова. Текст клятвы составил Исмихан Рагимов. Основные цели организации включали независимость Азербайджана, защиту и расширение использования азербайджанского языка, обеспечение его статусом государственного языка, создание условий для занятия высоких должностей азербайджанцами в государственных органах, пересмотр дел писателей, осужденных и отправленных в Сибирь в 1937–1938 годах и их реабилитация .
10 мая 1944 года на мероприятии Союза писателей Азербайджана Самед Вургун критикует развитие литературы и работу союза, затрагивает вопросы национальной литературы и самосознания. Воодушевленные этим выступлением, члены организации 11 мая написали письмо Самеду Вургуну с предложением возглавить организацию. Письмо было написано Исмиханом Рагимовым по диктовке Гюльгусейна Гусейноглу так, чтобы не было понятно, кто его написал. В письме они спрашивали Самеда Вургуна о причине того, что в Союзе писателей всего 60 членов, что не обеспечены национальные права азербайджанцев, и что научные книги не переводятся на азербайджанский язык. Они также клялись бороться за независимость Азербайджана до конца и выразили поддержку Самеду Вургуну, прося его написать стихотворение "Вэтэн улдузлары" (рус. Звезды Родины). Нет информации о том, дошло ли письмо до Самеда Вургуна. В 1946 году организация прекратила свою деятельность из-за разногласий между её членами.
После того как письмо попало в руки НКВД, в 1945 году во всех высших учебных заведениях Азербайджана студентам было предложено написать диктант. По почерку было установлено, что письмо было написано Исмиханом Рагимовым. Некоторое время он был под наблюдением.
После получения доказательств, 26 сентября 1948 года был арестован Исмихан Рагимов , а затем Хаджи Зейналов и ещё 6 членов организации. 21-22 января 1949 года судебная коллегия Верховного суда Азербайджанской ССР вынесла приговор: Гюльгусейну Абдуллаеву, Исмихану Рагимову и Хаджи Зейналову было назначено наказание в виде лишения свободы сроком на 25 лет с отбыванием в исправительно-трудовом лагере, другим 5 членам организации – 10 лет. Исмихан Рагимов был отправлен в исправительно-трудовой лагерь в Сибирь, где работал фельдшером. После смерти Сталина он был освобожден в 1955 году и реабилитирован в 1956 году.
После возвращения в Баку он восстановил своё образование в аспирантуре. В 1959 году защитил диссертацию на тему творчества Джорджа Байрона. В дальнейшем полностью посвятил свою жизнь преподаванию и науке. Он был заведующим кафедрой и деканом в Азербайджанском государственном институте языков. Разработал методику быстрого изучения английского языка. Является автором нескольких книг и словарей в области лингвистики.
28 октября 2000 года был награждён орденом "Шохрат" за заслуги в области образования в Азербайджане. С 2002 года стал персональным стипендиатом Президента Азербайджанской Республики. Умер в Баку 15 декабря 2004 года.

## Память
О деятельности организации, основанной Исмиханом Рагимовым, впервые написал Зия Буниятов через 42 года. В газете Молодёжь Азербайджана 17–18 марта 1990 года была опубликована обширная статья под названием "Илдырым", в которой была предоставлена информация о деятельности организации. В 1993 году, в своей книге "Красный террор", он дал более подробное описание организации, добавив материалы из протоколов допросов и другую информацию.
О деятельности организации в 2002 году был снят документальный фильм "Илдырым"  авторства Асефа Гулиева, а в 2003 году — документальный фильм "Путешественники пути Молнии" авторства Мусалима Хасановa.
В 2017 году в Азербайджанском университете языков была открыта аудитория имени Исмихана Рагимова.